# Varoni (Montesarchio)
Varoni, è una frazione del comune di Montesarchio, nella provincia di Benevento, in Campania.
Situata nella zona occidentale di Montesarchio, Varoni è la frazione più vicina al proprio comune (dista, infatti, meno di 1 km dal centro storico). Si trova al confine tra il comune di Montesarchio e il comune di Bonea, e poco distante dal comune di Bucciano e dalla frazione montesarchiese di Cirignano.
A Varoni sono presenti varie attività commerciali, una farmacia, una chiesa ed una nota scuola elementare statale.

## Storia
Varoni fu elevato a Comune all'inizio del XIX secolo dai francesi e rimase tale fino al 10 gennaio 1867, quando, con Regio Decreto n.3513, fu aggregato al Comune di Montesarchio. Tale decreto entrò in vigore il 24 febbraio dello stesso anno.
La casa adibita a Cancelleria prima di tale avvenimento è ancora oggi presente nella frazione, poco lontana dalla scuola elementare, ma è una proprietà privata.
La costruzione dell'edificio scolastico iniziò intorno al 1953-1954 e causò l'abbattimento di un lungo muro di cinta.

## Festa dell'Assunta
Ogni anno, il 15 agosto, nella frazione avviene la tradizionale processione della Madonna Assunta.
La storia della processione risale a quando un grave morbo mieteva vittime in tutta la frazione e non c'era chi potesse seppellire i morti. Chi non era ancora stato colpito dal morbo, si aggrappò alla speranza della fede cristiana e volle che l'immagine della Madonna Assunta visitasse ogni casa della frazione. Secondo la tradizione, quando arrivava la statua davanti le case le implorazioni erano deliranti e la gente, in lacrime, si spogliava di tutti gli oggetti preziosi attaccandoli alla statua dell'Assunta e chiedendo salute per sè stessi e per i familiari. Sempre secondo la tradizione, quando la statua passava davanti alle case il morbo si arrestava.
La processione inizia dopo la Santa Messa delle ore 11:30 e viene accompagnata da una banda musicale.
Ogni anno, durante la processione, si depone una corona d'alloro alla placca dedicata ai reduci e ai caduti in guerra varonesi, posizionara nel marzo 1922.

## Monumenti e luoghi d'interesse

### Chiesa Parrocchiale di Maria Assunta in Varoni

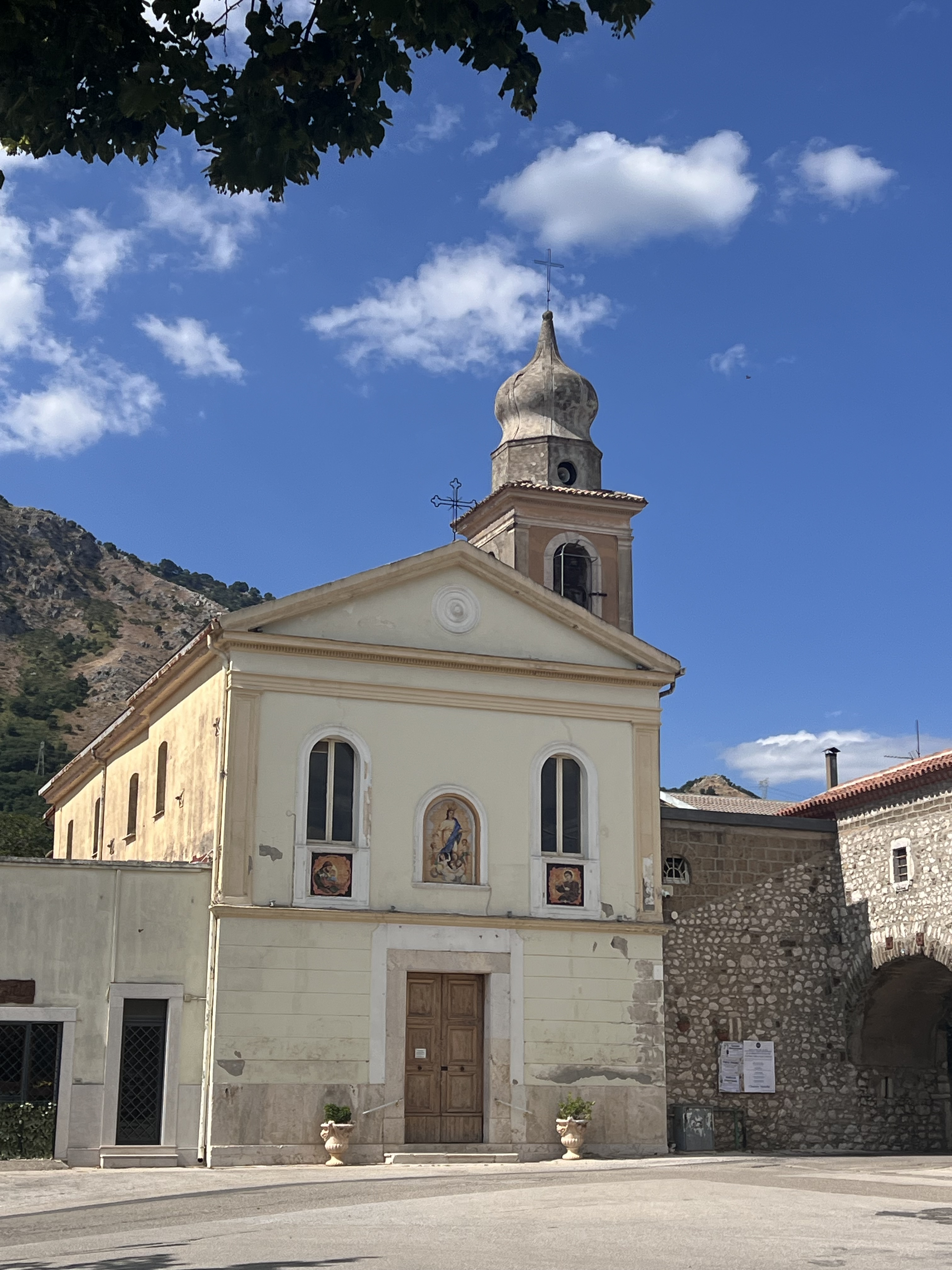
Chiesa Parrocchiale di Maria Assunta in Varoni

La chiesa di Santa Maria de’ Lucerino, secondo un documento del 1687, risultava edificata “da 60 anni addietro”, il che farebbe risalire la costruzione attorno al 1627. Ciò non esclude l’esistenza di una precedente chiesa nel Casale di Varoni, probabilmente andata distrutta.
Dietro l’Altare Maggiore vi era un quadro raffigurante l’Assunzione della Beata Vergine Maria, sotto cui erano dipinte le immagini di Sant’Antonio da Padova e di San Gregorio Papa, con al centro le anime del Purgatorio.
Ai lati si trovavano due altari minori: a sinistra uno dedicato a San Gaetano e a destra uno dedicato a Sant’Onofrio.
Il 31 agosto 1694, l’Altare Maggiore fu consacrato dal Cardinale Vincenzo Maria Orsini, all'epoca Arcivescovo di Benevento, poi eletto Papa con il nome di  Benedetto XIII esattamente 30 anni dopo.
Nell’inventario del 1713, l'edificio è descritto ad unica navata, con la scomparsa dei due altari laterali, con quattro finestre (due sopra la porta e due ai lati del presbiterio) e quattro sepolture nel pavimento, rispettivamente riservate al clero, agli uomini, alle donne e ai bambini.
Dalla fine del XVIII secolo, la chiesa risulta indicata con il titolo di Maria Santissima Assunta in Cielo.

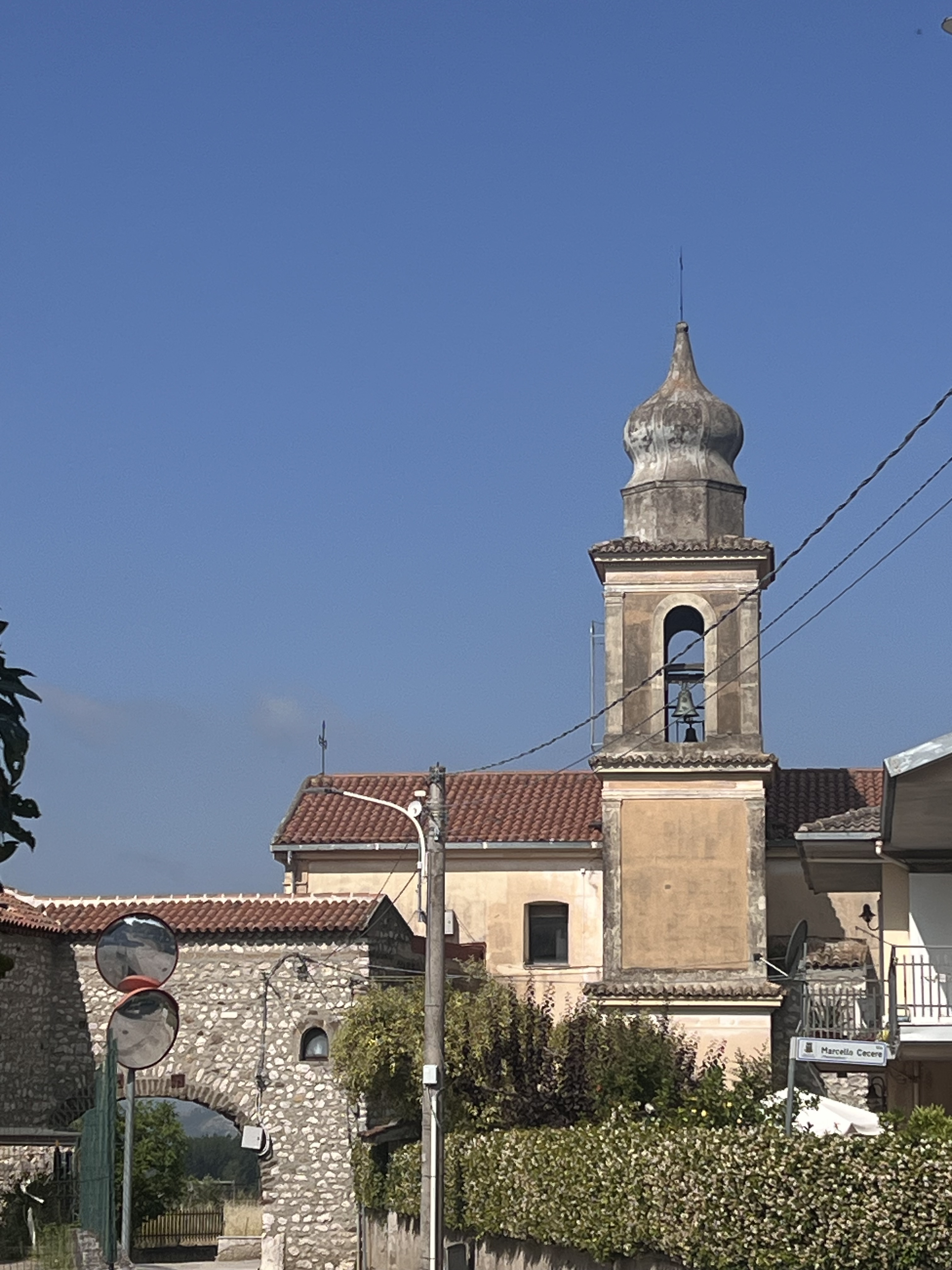

La chiesa oggi presenta sulla facciata due finestroni. Al di sotto di essi si trovano due immagini: una di San Giuseppe, l'altra di San Gaetano. Al centro della facciata è collocata una nicchia contenente la statua della Vergine Assunta.
Sopra l’ingresso è presente un soppalco, dove, in passato, era presente un organo. In fondo si trova l’Altare Maggiore e l’abside, dove è custodita l’attuale statua della Madonna Assunta.
Poco lontano dalla chiesa, il 25 maggio 1995 è stata eretta una piccola statua di San Padre Pio che riporta una sua citazione e l'anno di costruzione.